# Churubusco

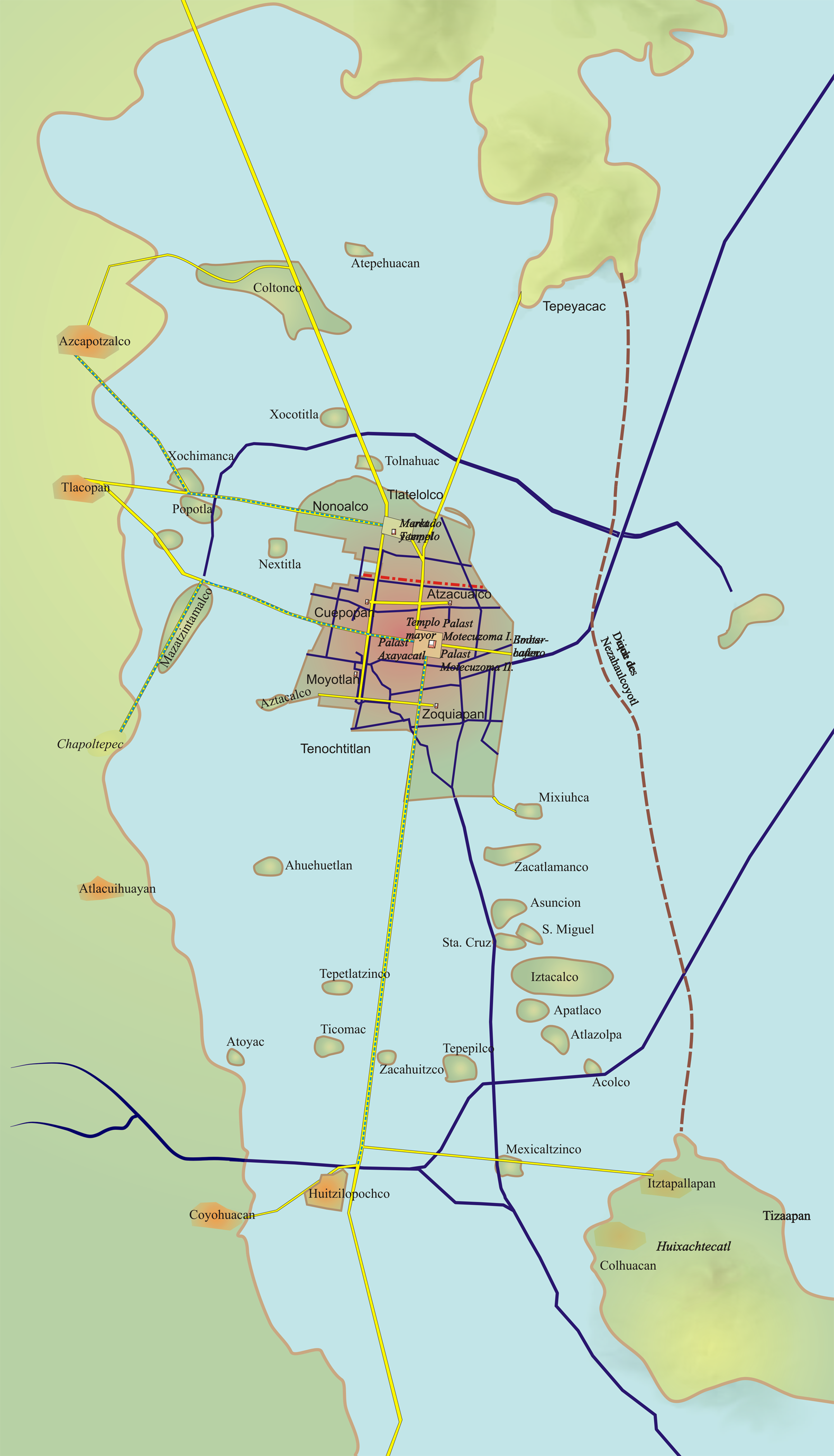
Rekonstruktion der Lage von Tenochtitlan, Churubusco (Huitzilopochco) und weiteren Orten im Texcoco-See

Churubusco ist ein Stadtteil von Mexiko-Stadt. Der Name Churubusco ist eine Interpretation der spanischen Konquistadoren. In der Sprache der Azteken (Nahuatl) wurde der Ort Huītzilōpōchco, also Ort des Huitzilopochtli genannt.

## Geschichte
In vorspanischer Zeit war Huitzilopochco eine eigenständige Stadt und lag auf einer Insel im Texcoco-See. Es bildete zusammen mit Mexicaltzinco und Ixtapalapa sowie dem Hauptort Culhuacan die Herrschaftszone der Colhua. Zu Huitzilopochco (kolonialzeitlich: San Mateo) gehörten die kleineren Ortsteile Ahuehuetitlan (San Miguel), Atlauhco, Cotzotlan (San Pedro), Huecohuacan (San Juan), Chilac, Pochtlan (Santa María delos Angeles), Teopanzolco, Tzapotlan, Xcalco, Aticpac und Tepetocan. Das für den Ort namengebende bedeutende Heiligtum des Huitzilopochtli befand sich in Teopanzolco (Nahuatl: Wo der alte / große Tempel steht). Über die Insel Huitzilopochco verlief die Dammstraße, welche Tenochtitlan, die Hauptstadt der Azteken, mit dem Festland im Süden verband.
Der erste bekannte Herrscher der Stadt war Huitzilatzin, ein Enkel von Huitzilíhuitl. Zu dieser Zeit hatte die Stadt etwa 15000 Einwohner, die ihren Lebensunterhalt mit dem Anbau von Obst, Blumen, der Gewinnung von Salz aus dem Texcoco-See und der Verarbeitung von Kolibrifedern bestritten. 
Als Hernán Cortés im Jahre 1521 Tenochtitlan belagerte, wurde die aztekische Stadt Huitzilopochco dem Erdboden gleichgemacht. Cortés vergab die Encomienda an den Konquistador Bernardino Vázquez de Tapia, den Verfasser eines Berichtes über die Geschehnisse der Eroberung, in dessen Familie die Encomienda bis auf eine kurze Unterbrechung blieb. Seit 1580 errichteten Franziskaner mit den Steinen des zerstörten Huitzilopochtli-Tempels ein Kloster auf der Insel in Pochtlan. 

Am 20. August 1847 kam es im Mexikanisch-Amerikanischen Krieg zu einer Schlacht zwischen General Winfield Scott und General Antonio López de Santa Anna.

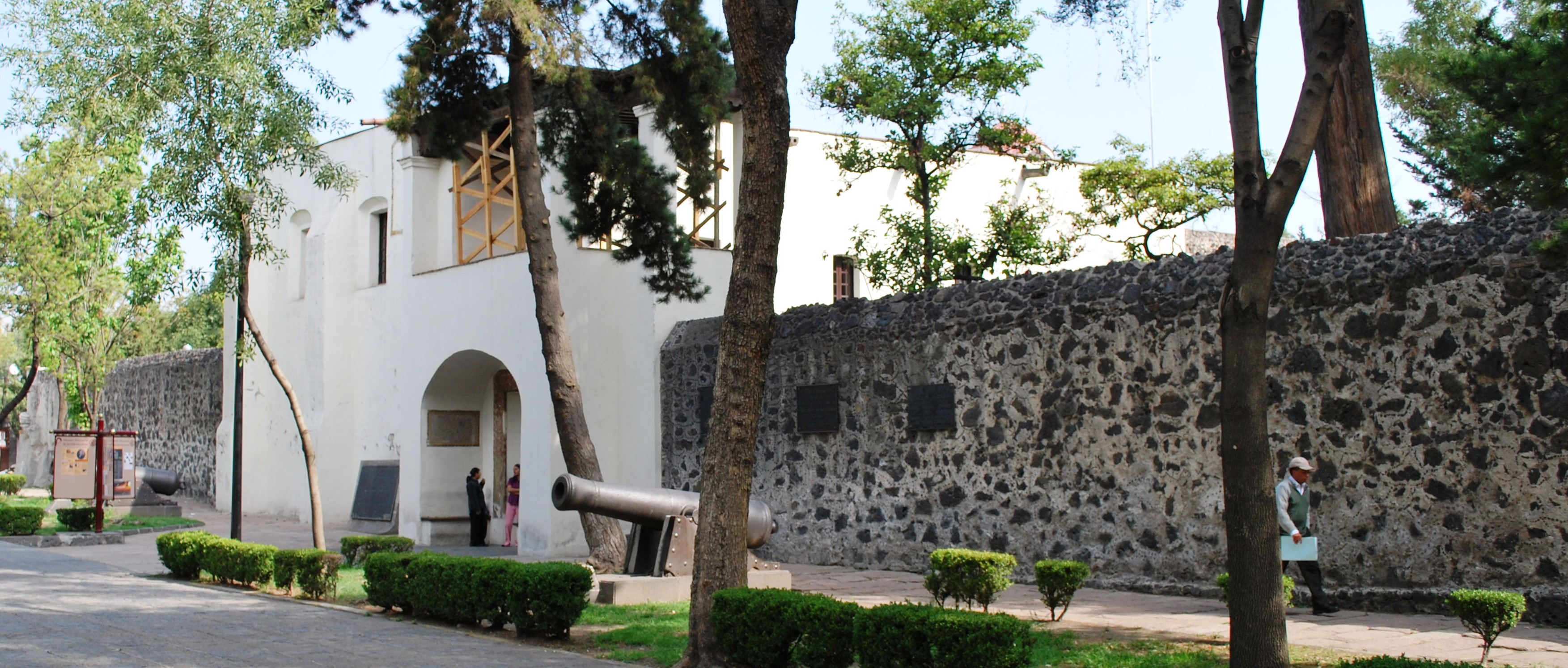
Eingang zum Museum Churubusco

Unter Präsident Benito Juárez wurde das Kloster im Jahre 1869 vom Staat übernommen und ein Lazarett für ansteckende Krankheiten eingerichtet. Im Jahr 1917 begann man mit dem Umbau des ehemaligen Klosters in ein Museum, welches im Jahre 1921 eröffnet wurde. Thema des Museums sind die bewaffneten Interventionen ausländischer Mächte in Mexiko von 1829 bis 1916. Das Franziskanerkloster wurde ebenfalls wieder zugänglich gemacht und enthält eine bedeutende Sammlung sakraler Kunst aus dem 17. und 18. Jahrhundert. Dort unterhält das Instituto Nacional de Antropología e Historia auch die Nationale Schule für Konservierung, Restaurierung und Museographie. 
Als Mexiko-Stadt sich in der Mitte des 20. Jahrhunderts immer weiter ausdehnte, wurde der Ort Churubusco von der Hauptstadt eingeschlossen und zu einem Stadtteil. Heute liegt Churubusco im Süden des Hauptstadtdistrikts und gehört zum Bezirk Coyoacán.